# 1973 na ciência

## Eventos
- 3 de Abril - É realizada a primeiríssima ligação do primeiro Telefone móvel, o modelo DynaTAC, pelo engenheiro da Motorola, Martin Cooper, inventor do aparelho, consagrando-o assim como o Pai do Celular.
- 14 de maio - Lançamento do laboratório espacial Skylab.
- 28 de julho - Lançamento da Skylab III (segunda missão tripulada do programa Skylab)
- 3 de novembro - Lançada a sonda Mariner 10.
- dezembro - A sonda espacial Pioneer 10 passa por Júpiter.
- Robert Metcalfe começa a criar a Ethernet.

## Nascimentos
| Data         | Nome           | Profissão      | Nacionalidade  | Observações                                                                          | Ref         |
| ------------ | -------------- | -------------- | -------------- | ------------------------------------------------------------------------------------ | ----------- |
| 5 de outubro | Cédric Villani | matemático     | França         | Prémio Fermat 2009 Prémio Henri Poincaré 2009 Medalha Fields 2010 Gibbs Lecture 2013 | [ 1 ] [ 2 ] |
| ??           | Luboš Motl     | físico teórico | Checoslováquia |                                                                                      |             |

## Mortes
| Data            | Nome                         | Profissão                             | Nacionalidade                            | Observações | Ref                                              |
| --------------- | ---------------------------- | ------------------------------------- | ---------------------------------------- | --- | ------------------------------------------------ |
| 15 de janeiro   | Ivan Petrovsky               | matemático                            | Império Russo                            | n. 1901 |                                                  |
| 24 de janeiro   | Cecil Edgar Tilley           | geólogo, petrologista e mineralogista | Império Britânico (Austrália)            | n. 1894 Medalha Bigsby 1937 Medalha Wollaston 1960 Medalha Real 1967 | [ 3 ] [ 4 ] [ 5 ]                                |
| 11 de fevereiro | J. Hans D. Jensen            | físico                                | Império Alemão                           | n. 1907 Nobel da Física 1963 | [ 6 ]                                            |
| 24 de fevereiro | Eugen Rosenstock-Huessy      | pensador                              | Império Alemão                           | n. 1888 |                                                  |
| 12 de março     | David Lack                   | ornitólogo e biólogo                  | Reino Unido da Grã-Bretanha e Irlanda    | n. 1910 |                                                  |
| 14 de março     | Howard Aiken                 | cientista de computação               | Estados Unidos                           | n. 1900 |                                                  |
| 28 de abril     | Jacques Maritain             | filósofo                              | Terceira República Francesa              | n. 1882 |                                                  |
| 21 de maio      | Grigore Moisil               | matemático                            | Roménia                                  | n. 1906 |                                                  |
| 4 de junho      | Maurice Fréchet              | matemático                            | Terceira República Francesa              | n. 1878 |                                                  |
| 7 de julho      | Max Horkheimer               | filósofo                              | Império Alemão                           | n. 1895 |                                                  |
| 23 de julho     | David Meredith Seares Watson | zoólogo e paleontólogo                | Reino Unido da Grã-Bretanha e Irlanda    | n. 1886 Medalha Lyell 1935 Medalha Mary Clark Thompson 1941 Medalha Darwin 1942 Medalha Linneana 1949 Medalha de prata Darwin-Wallace 1958 Medalha Wollaston 1965                                       | [ 7 ] [ 8 ] [ 9 ] [ 4 ]                          |
| 11 de agosto    | Karl Ziegler                 | químico                               | Império Alemão                           | n. 1898 Medalha Liebig 1935 Medalha Carl-Duisberg 1953 Medalha Lavoisier (SCF) 1955 Anel Werner von Siemens 1960 Nobel de Química 1963 \|Medalha Wilhelm Exner 1971 Hall da Fama da Pesquisa Alemã 2010 | [ 10 ] [ 11 ] [ 12 ] [ 13 ] [ 14 ] [ 15 ] [ 16 ] |
| 23 de agosto    | Hellmuth Kneser              | matemático                            | Império Alemão                           | n. 1898 |                                                  |
| 10 de outubro   | Ludwig von Mises             | economista                            | Áustria                                  | n. 1881 |                                                  |
| 5 de novembro   | Alfred Sherwood Romer        | paleontólogo                          | Estados Unidos                           | n. 1894 Medalha Mary Clark Thompson 1954 Medalha Daniel Giraud Elliot 1956 Medalha Penrose 1962 Medalha Linneana 1972 Medalha Wollaston 1973                                                            | [ 8 ] [ 17 ] [ 18 ] [ 4 ]                        |
| 11 de novembro  | Artturi Ilmari Virtanen      | químico                               | Império Russo (Grão-Ducado da Finlândia) | n. 1895 Nobel da Química 1945 | [ 14 ]                                           |
| 17 de dezembro  | Charles Greeley Abbot        | astrónomo e astrofísico               | Estados Unidos                           | n. 1872 |                                                  |
| 24 de dezembro  | Sergei Tchakhotine           | microbiologista                       | Império Russo                            | n. 1883 |                                                  |
| ??              | Ladislaus Laszlo Marton      | físico                                | Hungria                                  | n. 1908 |                                                  |
| ??              | Adherbal Tolosa              | neurologista                          | Brasil                                   | n. 1899 |                                                  |

## Prémios

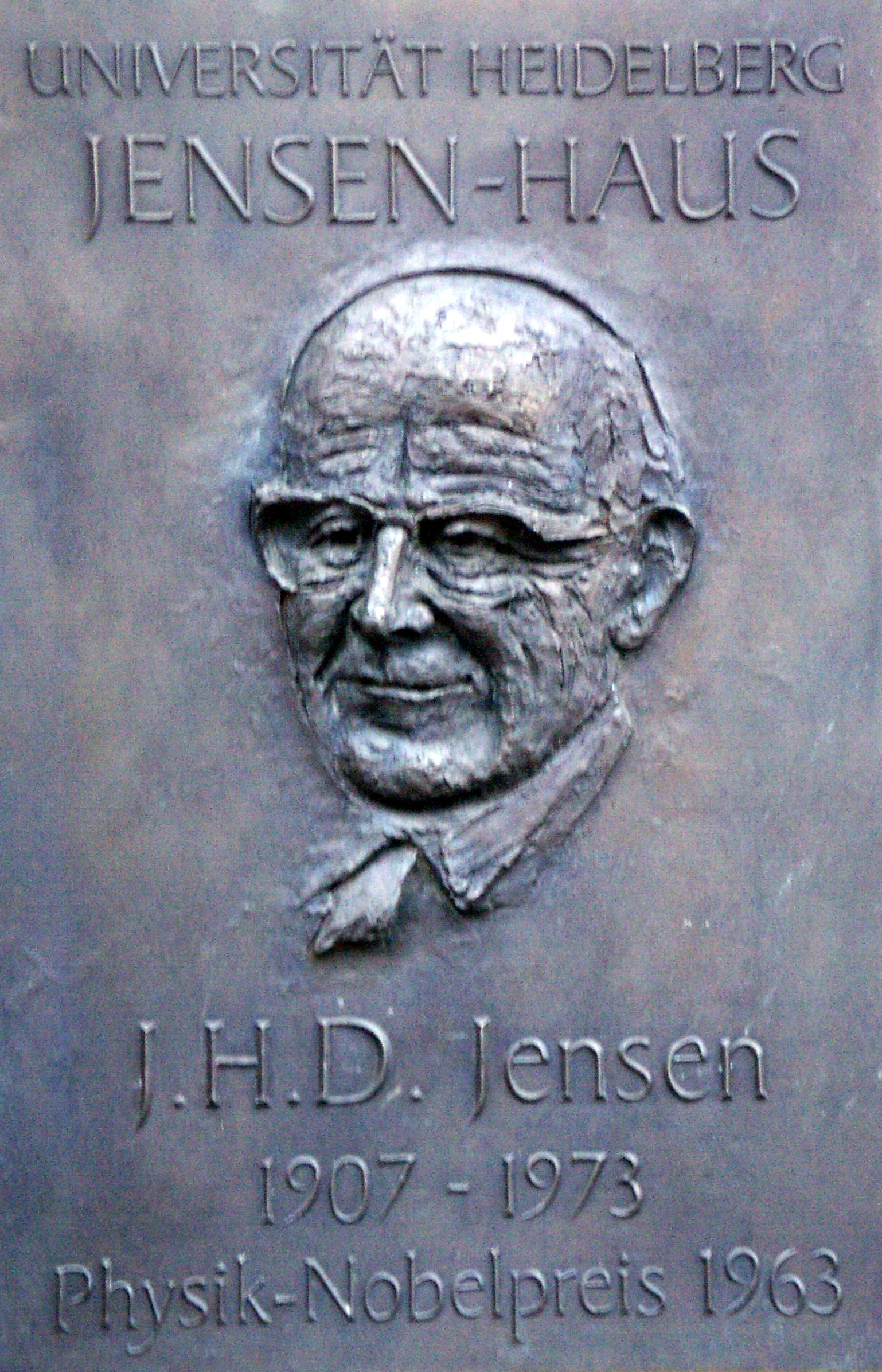
Memorial a J. Hans D. Jensen
(1907 - 1973)

### Medalha Bigsby
- John Graham Ramsay[3]

### Medalha Bruce
- Lyman Spitzer, Jr.[19]

### Medalha Copley
- Andrew Huxley[20]

### Medalha Davy
- John Stuart Anderson[21]

### Medalha Max Planck
- Nikolay Bogolyubov[22]

### Medalha Real
- Edward Penley Abraham,[5] Rodney Robert Porter[5] e Martin Ryle[5]

### Prémio Nobel
- Física - Leo Esaki,[6] Ivar Giaever,[6] Brian D. Josephson.[6]
- Química - Ernst Otto Fischer[14] e Geoffrey Wilkinson.[14]
- Medicina - Konrad Lorenz,[23] Nikolaas Tinbergen,[23] Karl von Frisch.[23]
- Economia - Wassily Leontief.[24]